# Kotlakowo (rejon poczepski)
Kotlakowo (ros. Котляково) – wieś (sieło) w Rosji, w obwodzie briańskim, w rejonie poczepskim. W 2010 liczyła 189 mieszkańców.